# Angela Lindvall
Angela Lindvall (14 de enero de 1979) es una supermodelo y actriz estadounidense.

## Carrera
Lindvall fue descubierta por un agente de IMG a los 14 años, e inmediatamente firmó con IMG Nueva York. Tomó un descanso del modelaje hasta que lo retomó a los 17 años. Figuró en la portada de Vogue Italia en 1997, siendo fotografiada por Steven Meisel. Apareció en numerosas portadas de las revistas más prestigiosas entre finales de los 90 y principios del 2000, como Vogue, Elle, Harper's Bazaar, Maria Claire, Numero, W, i-D, V, entre otras. Durante la cima de su carrera fue la favorita de muchos diseñadores, como Karl Lagerfeld, Miuccia Prada y Stella McCartney. Fue una Chica Prada y una Chica Chanel. Ha sido el rostro de Chanel, Gucci, Valentino, Prada, Calvin Klein, Miu Miu, Dior, Louis Vuitton, Hermes, Versace, DKNY, Roberto Cavalli, Fendi, Missoni, Jil Sander, y Jimmy Choo. 
Como actriz, se ha desempeñado en varias películas, incluyendo CQ en 2001 y Kiss Kiss Bang Bang en 2005 y Small Apartments en 2010. Fue la presentadora del reality Project Runway: All Stars, una extensión del conocido programa Project Runway.

## Vida personal
En 2001, conoció al buceador sudafricano William Edwards y se casaron al año siguiente. En febrero de 2002, ella dio a luz a su primer hijo, William Dakota. En mayo de 2005, Edwards y Lindvall tuvieron un segundo hijo al que llamaron Sebastian. La pareja se divorció en junio de 2006.